# 阿夫赖城
阿夫赖城（法語：Ville-d'Avray，法語發音：[vil davʁɛ] ⓘ）是法国法兰西岛大区上塞纳省的一个市镇，属于布洛涅-比扬古区。

## 地理
阿夫赖城（48°49'34"N, 2°11'36"E）面积3.67 平方千米，位于法国法蘭西島大區上塞纳省，该省份为法国北部内陆省份，毗邻巴黎。
与阿夫赖城接壤的市镇（或旧市镇、城区）包括：沙维尔、维罗夫莱、凡尔赛、马尔讷拉科凯特、圣克卢、塞夫尔。

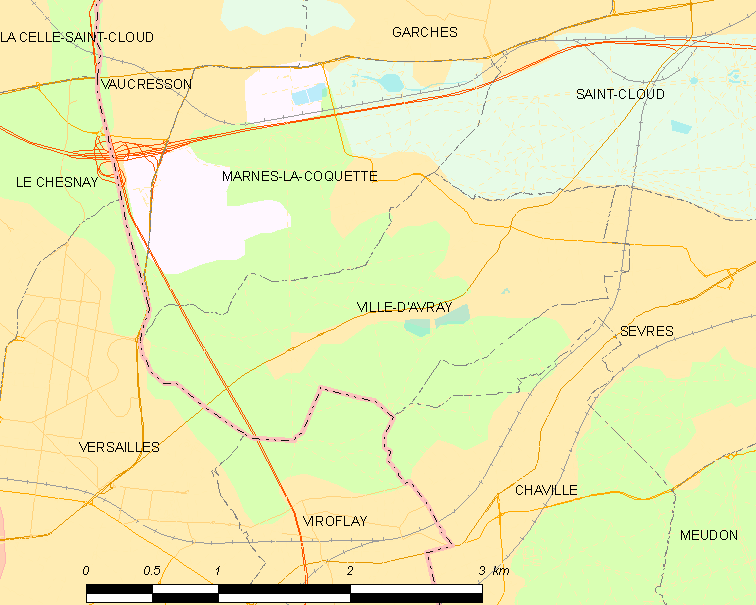
阿夫赖城的OSM定位图

阿夫赖城的时区为UTC+01:00、UTC+02:00（夏令时）。

## 行政
阿夫赖城的邮政编码为92410，INSEE市镇编码为92077。

## 政治
阿夫赖城所属的省级选区为圣克卢县。

## 人口

1962-2008年间阿夫赖城人口变化图示

阿夫赖城于2022年1月1日时的人口数量为10871人。